# Liste des édifices labellisés « Architecture contemporaine remarquable » de la Drôme
Cet article recense les édifices labellisés « Architecture contemporaine remarquable » de la Drôme, en France.
Le label « Architecture contemporaine remarquable » remplace depuis 2016 l'ancien label « Patrimoine du XXe siècle ». Il ne prend en compte que des édifices de moins de 100 ans à la date de labellisation, et qui ne sont pas protégés comme monuments historiques.
Au début 2024, la Drôme compte 14 édifices ainsi labellisés.

## Liste
| Monument                        | Commune                  | Adresse                                            | Coordonnées                      | Notice     | Date | Illustration                 |
| ------------------------------- | ------------------------ | -------------------------------------------------- | -------------------------------- | ---------- | ---- | ---------------------------- |
| Bourg                           | La Chapelle-en-Vercors   |                                                    | 44° 57′ 20″ nord, 5° 24′ 09″ est | ACR0000017 | 2003 | Bourg                        |
| Ferme des Aubaneaux             | La Chapelle-en-Vercors   |                                                    | 44° 58′ 29″ nord, 5° 24′ 16″ est | ACR0000016 | 2003 | Image manquante Téléverser   |
| Pont Albert-Caquot              | Donzère La Garde-Adhémar | Route de Pierrelatte                               | 44° 26′ 39″ nord, 4° 42′ 37″ est | ACR0000015 | 2003 | Image manquante Téléverser   |
| Cité Jules-Nadi                 | Romans-sur-Isère         | Avenue du Maquis                                   | 45° 02′ 51″ nord, 5° 04′ 17″ est | ACR0000018 | 2003 | Image manquante Téléverser   |
| Église Notre-Dame-de-Lourdes    | Romans-sur-Isère         | Rue Pierre-Didier                                  | 45° 02′ 44″ nord, 5° 02′ 51″ est | ACR0000019 | 2003 | Église Notre-Dame-de-Lourdes |
| Silo de Saint-Vallier           | Saint-Vallier            | 6 rue Picpus                                       | 45° 10′ 36″ nord, 4° 49′ 08″ est | ACR0000020 | 2003 | Image manquante Téléverser   |
| Château d'eau de Valence        | Valence                  | Route de Montélimar                                | 44° 56′ 16″ nord, 4° 55′ 24″ est | ACR0000021 | 2003 | Image manquante Téléverser   |
| Grande Maison                   | Valence                  | Rue du Docteur-Roux                                | 44° 54′ 50″ nord, 4° 52′ 49″ est | ACR0000022 | 2003 | Image manquante Téléverser   |
| Immeuble Le Lycée               | Valence                  | 72 avenue Victor-Hugo                              | 44° 55′ 39″ nord, 4° 53′ 23″ est | ACR0000025 | 2003 | Image manquante Téléverser   |
| Palais consulaire               | Valence                  | 3 place du Palais                                  | 44° 55′ 54″ nord, 4° 53′ 32″ est | ACR0000024 | 2003 | Palais consulaire            |
| Préfecture                      | Valence                  | 3 boulevard Vauban                                 | 44° 56′ 08″ nord, 4° 53′ 36″ est | ACR0000026 | 2011 | Image manquante Téléverser   |
| Quartier Belle Image            | Valence                  | 2-6 rue Belle-Image 43 avenue du Président-Herriot | 44° 56′ 03″ nord, 4° 53′ 35″ est | ACR0000027 | 2003 | Image manquante Téléverser   |
| Siège social du Crédit agricole | Valence                  | 290 rue Faventines                                 | 44° 55′ 00″ nord, 4° 54′ 36″ est | ACR0000023 | 2003 | Image manquante Téléverser   |
| Station-service Relais du Sud   | Valence                  | 378 avenue Victor-Hugo                             | 44° 54′ 47″ nord, 4° 53′ 04″ est | ACR0000028 | 2003 | Image manquante Téléverser   |